# Stenygrocercus recineus
Stenygrocercus recineus är en spindelart som beskrevs av Raven 1991. Stenygrocercus recineus ingår i släktet Stenygrocercus och familjen Dipluridae.
Artens utbredningsområde är Nya Kaledonien. Inga underarter finns listade i Catalogue of Life.